# Xylophacos watsonianus
Xylophacos watsonianus là một loài thực vật có hoa trong họ Đậu. Loài này được (Kuntze) Rydb. miêu tả khoa học đầu tiên năm 1913.